# Pełne zatrudnienie
Pełne zatrudnienie – poziom zatrudnienia, w którym wielkość podaży pracy i popytu na pracę są sobie równe przy określonej stawce płacy.

## Opis
Pełne zatrudnienie występuje wówczas, gdy każdy chcący podjąć pracę po rynkowej stawce płacy może to zrobić. Nie oznacza ono jednak braku bezrobocia, gdyż niektóre osoby nie chcą podejmować pracy lub są w trakcie jej zmiany (bezrobocie frykcyjne).
Za cel polityki pełnego zatrudnienia uważa się dążenie do osiągnięcia stopy bezrobocia równej 4,5–5% poszukujących pracy w stosunku do ogółu zatrudnionych (na początku lat 60. za taką granicę przyjmowano stopę bezrobocia równą 4%).
Polityka pełnego zatrudnienia zastosowana w krajach realnego socjalizmu doprowadziła do powstania przerostów zatrudnienia. Jest to forma bezrobocia ukrytego.

## W Polsce
Konstytucja Rzeczypospolitej Polskiej nakłada na władze publiczne obowiązek prowadzenia polityki zmierzającej do pełnego, produktywnego zatrudnienia (art. 65 ust. 5).

Art. 65.
1. Każdemu zapewnia się wolność wyboru i wykonywania zawodu oraz wyboru miejsca pracy. Wyjątki określa ustawa.
2. Obowiązek pracy może być nałożony tylko przez ustawę.
3. Stałe zatrudnianie dzieci do lat 16 jest zakazane. Formy i charakter dopuszczalnego zatrudniania określa ustawa.
4. Minimalną wysokość wynagrodzenia za pracę lub sposób ustalania tej wysokości określa ustawa.
5. Władze publiczne prowadzą politykę zmierzającą do pełnego, produktywnego zatrudnienia poprzez realizowanie programów zwalczania bezrobocia, w tym organizowanie i wspieranie poradnictwa i szkolenia zawodowego oraz robót publicznych i prac interwencyjnych.